# Carlo Cottarelli

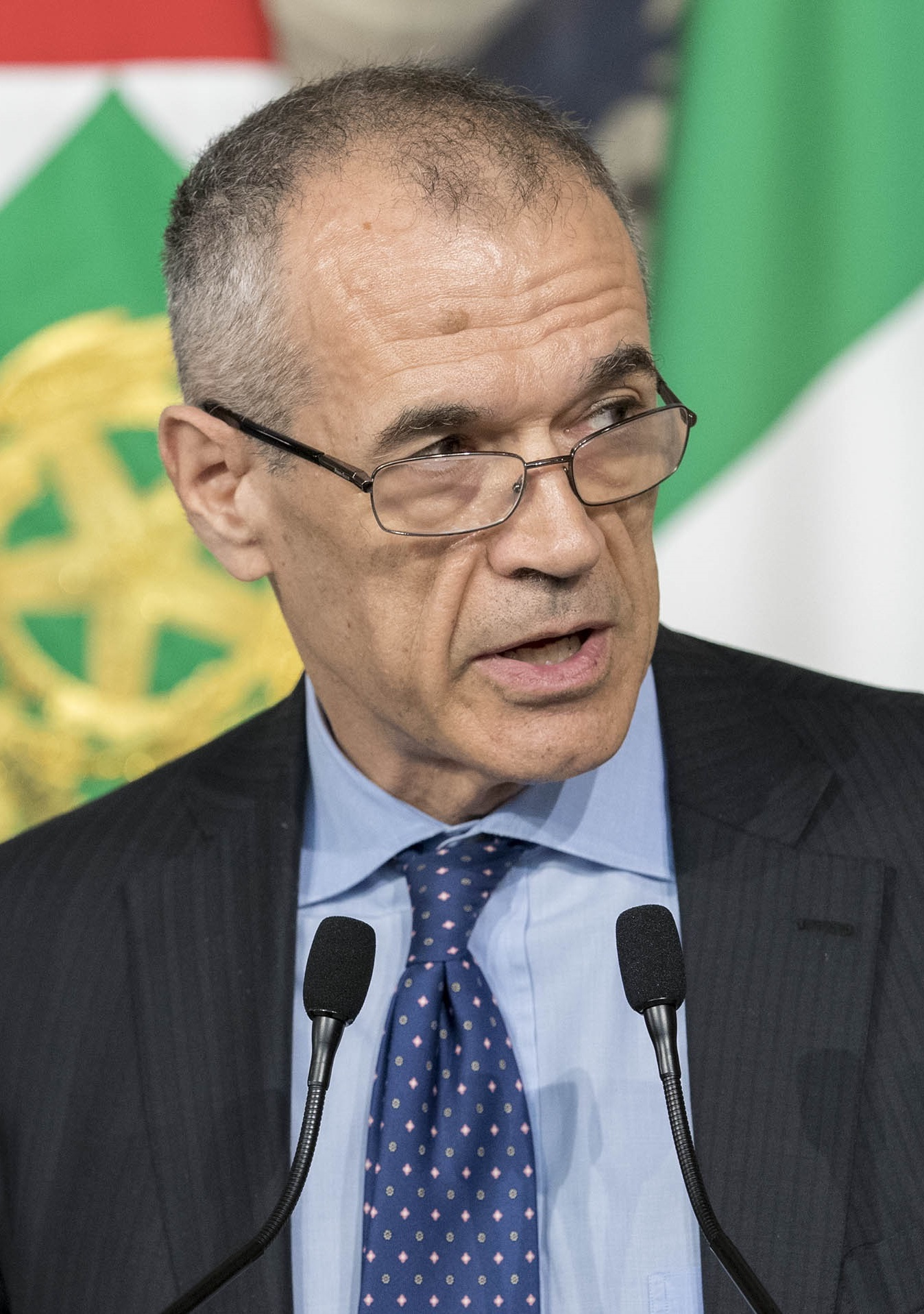
Carlo Cottarelli (2019)

Carlo Cottarelli (* 18. August 1954 in Cremona) ist ein italienischer Ökonom.

## Leben
Carlo Cottarelli graduierte in Wirtschafts- und Bankwissenschaften an der Universität Siena und erlangte einen wirtschaftswissenschaftlichen Master an der London School of Economics. Von 1981 bis 1987 arbeitete in der Grundsatzabteilung der Banca d’Italia und von 1987 bis 1988 für das Energieunternehmen Eni.
Von September 1988 bis November 2013 arbeitete Cottarelli in verschiedenen Positionen für den Internationalen Währungsfonds (IWF). Zuletzt war er dort von November 2008 an Director of the Fiscal Affairs Department und verantwortlich für die Herausgabe der IWF-Veröffentlichung Fiscal Monitor. Von November 2013 an war er für das Kabinett Letta Sonderbeauftragter für die Prüfung der Ausgaben der öffentlichen Verwaltung und Unternehmen. Im November 2014 wurde er vom Kabinett Renzi als geschäftsführender IWF-Vorstand nominiert. Seit Ende Oktober 2017 beaufsichtigt er die Buchprüfung der Università Cattolica del Sacro Cuore in Mailand.
Am 28. Mai 2018 wurde Cottarelli, acht Wochen nach den Parlamentswahlen und der daraufhin gescheiterten Regierungsbildung, von Staatspräsident Sergio Mattarella mit der Bildung einer Übergangsregierung beauftragt. Drei Tage danach, am 31. Mai 2018, gab Cottarelli den Regierungsauftrag wieder an Mattarella zurück, nachdem sich im zweiten Anlauf eine Regierungsbildung zwischen der Fünf-Sterne Bewegung und der Lega abzeichnete.

## Veröffentlichungen
- What We Owe: Truths, Myths, and Lies about Public Debt. Brookings Institution Press, Washington, D. C., 2017, ISBN 978-0-8157-3067-5.
- La lista della spesa. La verità sulla spesa pubblica italiana e su come si può tagliare. Feltrinelli, Rom 2015, ISBN 978-88-07-17291-5 (italienisch).
- Il macigno. Perché il debito pubblico ci schiaccia e come si fa a liberarsene. Feltrinelli, Rom 2016, ISBN 978-88-07-17302-8 (italienisch).
- I sette peccati capitali dell'economia italiana. Feltrinelli, Rom 2016, ISBN 978-88-07-17332-5 (italienisch).